# Коллуфиане

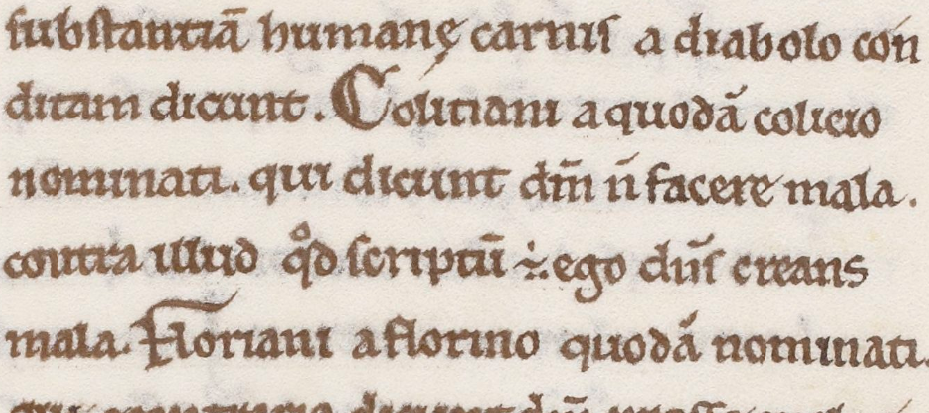
Исидор Севильский в книге «Этимологии» о коллуфианах. Рукопись XIII века. Национальная библиотека Франции

Коллуфиа́не, или колуфиа́не  (др.-греч. κολλουθιανοὶ; лат. colluthiani, coluthiani) — еретики IV века, описанные Филастрием в книге «Liber de Haeresibus» и Августином в книге «De Haeresibus ad Quodvultdeum Liber Unus»; у первого автора это 79-я ересь, у второго автора это 65-я ересь. Эта ересь была создана в Александрии. Основателем данной ереси является священник Коллуф (Колуф) (др.-греч. Κόλλουθός; лат. Colluthus (Coluthus)), его упоминает Александр Александрийский в своём послании к Александру; подробнее о нём пишут Афанасий Великий в «Защитительном слове против ариан» и Епифаний Кипрский в «Панарионе». Коллуф был священником и настоятелем в одном из больших храмов в Александрии. Когда Арий начал проповедь своего вероучения, то Коллуф выступил резко против Ария. Александр Александрийский был вначале очень снисходителен к Арию, Коллуф считал, что последний потворствует еретикам и отделился от Александра. Коллуф объявил себя епископом, и как сообщает Афанасий Великий, сам не будучи рукоположённым в епископы, стал рукополагать пресвитеров. Последователи Коллуфа называли себя коллуфианами. В 324 году в Александрии состоялся Собор под председательством Осии Кордубского, н котором было решено быть Коллуфу пресвитером, как был и прежде, а вследствие этого и все поставленные Коллуфом возвратились в тот же сан, в каком были они прежде. Епифаний Кипрский пишет о том, что Коллуф учил кое-чему извращённому, но его ересь не удержалась, но скоро рассеялась. Филастрий и Августин содержание ереси коллуфиан сводят к следующему вероучению: Коллуф учит тому, что Бог не делает зла, не творит бедствия. Оба эти автора, обличая данное учение, приводят слова Священного Писания: «Я образую свет и творю тьму, делаю мир и произвожу бедствия; Я, Господь, делаю всё это» (Ис. 45:7). О численности данных еретиков Филастрий, Августин ничего не сообщают. Исидор Севильский в восьмом томе книги «Этимологии» пишет об этой ереси под 49-м номером.